# Allan Grice
Allan Grice (ur. 21 października 1942 w Maitland) – australijski kierowca wyścigowy.

## Kariera
Grice rozpoczął karierę w międzynarodowych wyścigach samochodowych w 1966 roku od startów w Australijskiej Formule 1, gdzie jednak nie zdobywał punktów. W późniejszych latach Australijczyk pojawiał się także w stawce Hardie-Ferodo 500, Australijskiej Formuły 2, Phillip Island 500, Sandown 250, Australian Touring Car Championship, Rover 500K, Ready Plan Insurance Phillip Island 500K, Hardie-Ferodo 1000, Hang Ten 400, Australian Sports Sedan Series, International Resort 300, Oran Park 250, Adelaide 250, Better Brakes 3.5 Litre Series, James Hardie 1000, Better Brakes Touring Car Series, Australian Endurance Championship, James Hardie 1000, FIA World Endurance Championship, Bathurst 1000, Simpson Appliances South Pacific Touring Car Championship, Winton 300, World Touring Car Championship, Sandown 500, NASCAR Winston Cup, European Touring Car Championship, Brytyjskiej Formuły 3 - Brands Hatch Paul Nicholas Trophy, British Touring Car Championship, Asia-Pacific Touring Car Championship, Tooheys 1000, All Japan Sports Prototype Car Endurance Championship, NASCAR Xmas 500, World Sports-Prototype Championship, Yokohama Cup Group A Race, Yokohama Winton 300, Bathurst 12 Hours, Tickford 500, Primus 1000 Classic, Bathurst 24 Hour Race, V8 Brute Muster, V8 Supercars, 24-godzinnego wyścigu Le Mans, Australian V8 Brutes ChampionshipPoolrite V8 Brute Championship oraz Australian V8 Ute Racing Series.

### Wyniki w 24h Le Mans
| Rok  | Poz.  | Klasa | Nr | Zespół              | Partnerzy                    | Nadwozie                            | Opony | Okr. |
| Rok  | Poz.  | Klasa | Nr | Zespół              | Partnerzy                    | Silnik                              | Opony | Okr. |
| ---- | ----- | ----- | -- | ------------------- | ---------------------------- | ----------------------------------- | ----- | ---- |
| 1984 | 25 NU | C1    | 21 | Charles Ivey Racing | Alain de Cadenet Chris Craft | Porsche 956                         | D     | 274  |
| 1984 | 25 NU | C1    | 21 | Charles Ivey Racing | Alain de Cadenet Chris Craft | Porsche Type-935 2.6 L Turbo Flat-6 | D     | 274  |
| 1988 | 14    | C1    | 32 | Nissan Motorsports  | Mike Wilds Win Percy         | Nissan (March) R88C                 | B     | 344  |
| 1988 | 14    | C1    | 32 | Nissan Motorsports  | Mike Wilds Win Percy         | Nissan VRH30 3.0L Turbo V8          | B     | 344  |